# Thiagadurgam
Thiagadurgam is een panchayatdorp in het district Kallakurichi van de Indiase staat Tamil Nadu. 

## Demografie
Volgens de Indiase volkstelling van 2001 wonen er 13.945 mensen in Thiagadurgam, waarvan 50% mannelijk en 50% vrouwelijk is. De plaats heeft een alfabetiseringsgraad van 64%. 